# Duisburg-Rahm (przystanek kolejowy)
Duisburg Rahm – przystanek osobowy w Duisburgu, w dzielnicy Rahm, w kraju związkowym Nadrenia Północna-Westfalia, w Niemczech. Posiada 1 peron.
| Duisburg-Rahm                 |  |                     |
| Linia Köln Hbf – Duisburg Hbf |  |                     |
| Düsseldorf-Angermund          |  | Duisburg-Großenbaum |